# Еани (античен град)
Еани (на старогръцки: Αιανή, старогръцко произношение Аяне, новогръцко Еани) е античен град в Егейска Македония, Гърция.

## География
Разположен е в подножието на планината Червена гора (Вуринос), на 23 km от Кожани, в античната македонска област Елимия (Елимея), чийто център е. В 1926 година съседното село Каляни е прекръстено на Еани.

## Разкопки
В града се водят систематични разкопки от 1983 година. Те показват съществуването на организирано селище от II хилядолетие пр. Хр. до 100 година сл. Хр., когато градът е изоставен, вероятно след земетресение. Разкрити са важни архитектурни елементи, както и групи гробове и организирани некрополи от праисторически времена до късния елинистически период. Еани подкрепя теорията, че в Македония е имало организирани градове и преди обединението под властта на Филип II Македонски в IV век пр. Хр.
Находките от Еани са изложени в Еанския археологически музей.
- Златна фибула от II половина на VI век пр. Хр.
- Съдове от XIV век пр. Хр.
- Глинена фигура на Атина
- Глинен съд от XIV век пр. Хр.